# Iulie 2015
Acest articol este generat integral pe baza informațiilor din articolul 2015 și este actualizat periodic de un robot.
 Editările făcute în articol vor fi șterse la următoarea actualizare! Dacă doriți să faceți modificări, editați articolul-sursă.

ianuarie -
februarie -
martie -
aprilie -
mai -
iunie -
iulie -
august -
septembrie -
octombrie -
noiembrie -
decembrie
Iulie 2015 a fost a șaptea lună a anului și a început într-o zi de miercuri.

## Evenimente

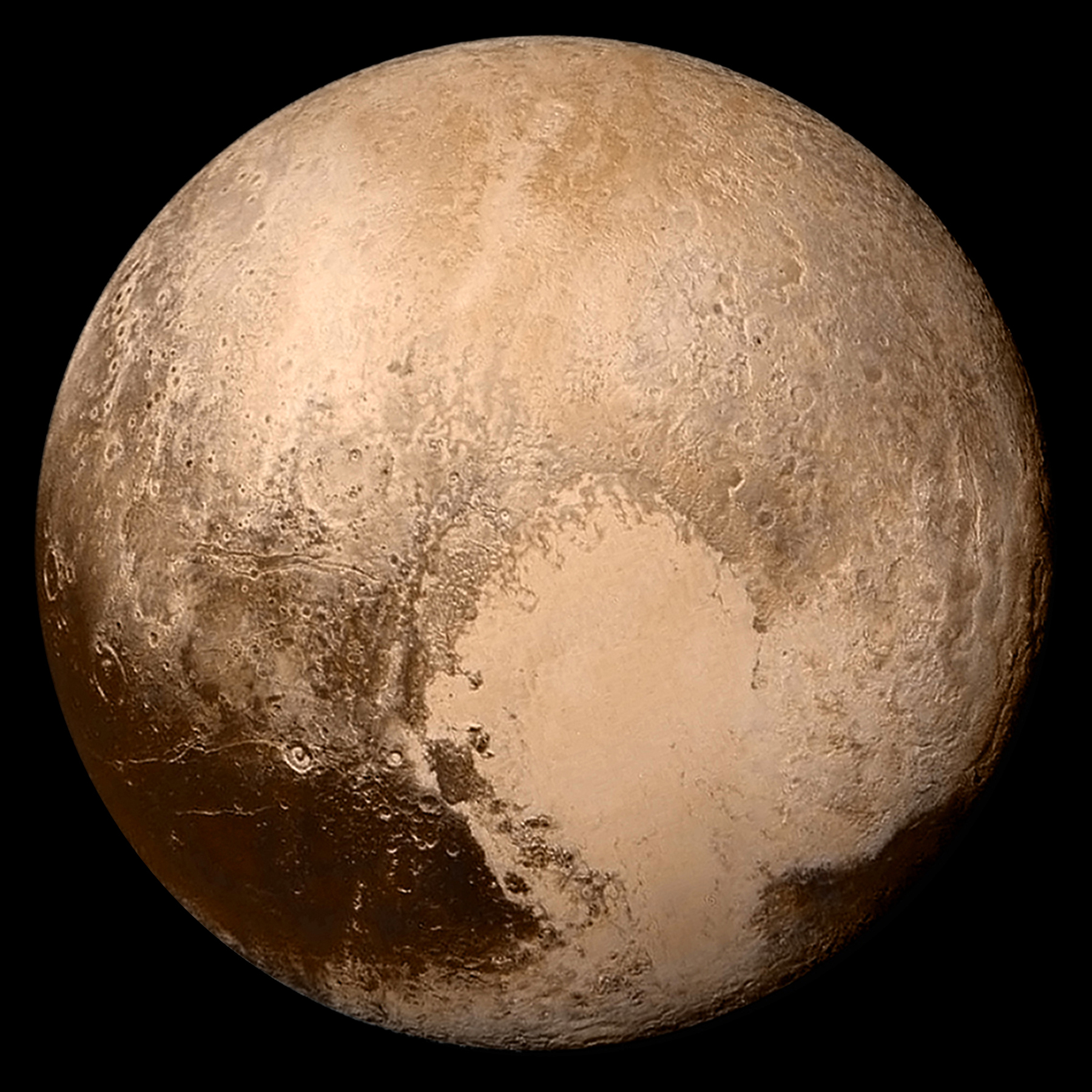
14 iulie: Sonda spațială New Horizons, lansată de NASA în 2006, a trecut în cel mai apropiat punct de planeta pitică Pluto. După o călătorie de 5 miliarde de kilometri, New Horizons a trecut la doar 12.430 km de Pluto, la ora 11,49 GMT. "Întâlnirea" este considerată de specialiști principalul eveniment spațial al anului 2015.

- 1 iulie: Grecia devine prima economie avansată care a intrat în încetare de plăți în raport cu FMI după ce Grecia nu a plătit tranșa de 1,5 miliarde de euro pe care o datora Fondului, tranșă care avea scadența la 30 iunie.
- 1 iulie: O gaură neagră aflată la aproximativ 8.000 de ani lumină față de Terra se trezește după 26 de ani de inactivitate.[1]
- 4 iulie: A început cea de-a 102-a ediție a Turului Franței.
- 4 iulie: Tupou al VI-lea este încoronat ca fiind al 6-lea rege al Tonga.
- 5 iulie: Alegătorii greci resping prin referendum cu 61,3%, cea mai recentă propunere de austeritate a Uniunii Europene, Fondul Monetar Internațional și Banca Centrală Europeană.[2]
- 10 iulie: România: Pentru prima dată în ultimii 25 de ani, rata anuală a inflației a ajuns în teritoriu negativ (-1,6%), pe fondul reducerii TVA la alimente și băuturi la 9%.
- 13 iulie: Prim-ministrul României Victor Ponta își anunță pe Facebook retragerea din funcția de președinte al PSD și din toate funcțiile de conducere ale partidului „până la momentul în care își va demonstra nevinovăția față de acuzațiile aduse".
- 13 iulie: Prim-ministrul României Victor Ponta a devenit inculpat în dosarul în care este acuzat de corupție și s-a pus sechestru pe o parte din bunurile acestuia.[3][4][5]
- 14 iulie: Sonda spațială New Horizons, lansată de NASA în 2006, a trecut în cel mai apropiat punct de planeta pitică Pluto. După o călătorie de 5 miliarde de kilometri, New Horizons a trecut la doar 12.430 km de Pluto, la ora 11:49 GMT. „Întâlnirea" este considerată de specialiști principalul eveniment spațial al anului 2015.[6][7][8]
- 14 iulie: Oamenii de știință de la Centrul European de Cercetări Nucleare din Geneva, au anunțat descoperirea unei noi particule subatomice numită pentaquark. Existența acestui tip de particulă a fost prezisă în 1964 de fizicienii Murray Gell Mann și George Zweig.[9]
- 14 iulie: Marile puteri din grupul „6 plus 1” (SUA, Rusia, China, Marea Britanie, Franța, Germania și Iranul) au încheiat la Viena, după aproape doi ani de negocieri intense, un acord final asupra programului nuclear iranian, acord care să garanteze caracterul strict pașnic ale acestui program, în contrapartidă cu ridicarea sancțiunilor internaționale impuse Teheranului.[10][11]
- 20 iulie: O explozie uriașă s-a produs în orașul Suruç, Turcia, situat in apropierea graniței cu Siria, în care și-au pierdut viața 31 de persoane și peste 100 au fost rănite. Dovezi preliminare sugerează un atac sinucigaș ISIS.[12]
- 20 iulie: După 54 de ani de îngheț diplomatic, a avut loc restabilirea oficială a relațiilor diplomatice între Cuba și Statele Unite ale Americii, prin redeschiderea ambasadelor la Havana și Washington.
- 24 iulie: Președintele Burundi, Pierre Nkurunziza, este ales pentru cel de-al treilea mandat consecutiv.[13]
- 30 iulie: Republica Moldova, condusă de la mijlocul lunii iunie de un guvern interimar după demisia lui Chiril Gaburici, are un nou guvern: premierul desemnat Valeriu Streleț primește votul de încredere al parlamentului.
- 30 iulie: O echipă internațională de astronomi a detectat, în premieră absolută, o auroră în atmosfera unei pitice cenușii aflată la aproximativ 18 ani lumină distanță, în constelația Lira. Aurora este asemănătoare celor boreale dar de milioane de ori mai strălucitoare.

## Decese
- 1 iulie: Nicholas Winton, 106 ani, supercentenar britanic (n. 1909)
- 3 iulie: Mariana Ionescu, 67 ani, prozatoare, poetă și critic literar român (n. 1947)
- 5 iulie: Prințesa Dorothea de Bavaria, 95 ani (n. 1920)
- 5 iulie: Yoichiro Nambu, 94 ani, fizician american de etnie japoneză (n. 1921)
- 6 iulie: Dumitru Blajinu, 80 ani, violonist din R. Moldova (n. 1934)
- 7 iulie: Angela Ciochină, 61 ani, cântăreață română (n. 1955)
- 7 iulie: Eliezer Hager, 90 ani, rabin româno-israelian (n. 1924)
- 7 iulie: Anamaria Pop, 63 ani, scriitoare română (n. 1952)
- 8 iulie: Yoash Tsiddon, 88 ani, politician român de etnie evreiască (n. 1926)
- 9 iulie: Roger Ranoux, 93 ani, politician francez (n. 1921)
- 10 iulie: Hussein Fatal (n. Bruce Edward Washington, jr.), 38 ani, rapper american (Outlawz), (n. 1977)
- 10 iulie: Omar Sharif (n. Michel Demitri Shalhoub), 83 ani, actor egiptean (n. 1932)
- 12 iulie: Chenjerai Hove, 58 ani, poet, romancier și eseist zimbabwian (n. 1956)
- 13 iulie: Gabriel Diradurian, 68 ani, romancier și dramaturg român (n. 1947)
- 13 iulie: Andy Sutcliffe, 68 ani, pilot britanic de Formula 1 (n. 1947)
- 13 iulie: Ildikó Tordasi (n. Ildikó Schwarczenberger), 63 ani, scrimeră maghiară (n. 1951)
- 14 iulie: Oleg Beloțerkovski, 89 ani, matematician și inginer rus (n. 1925)
- 14 iulie: Oleg Belotserkovskii, matematician rus (n. 1925)
- 16 iulie: Alcides Edgardo Ghiggia, 88 ani, fotbalist uruguayan (n. 1926)
- 17 iulie: Jules Bianchi, 25 ani, pilot francez de Formula 1 (n. 1989)
- 18 iulie: Octavian Bot, 64 ani, deputat român (1992-2000 și 2008-2012), (n. 1951)
- 19 iulie: Ghennadi Selezniov, 67 ani, politician rus (n. 1947)
- 21 iulie: Theodore Bikel, 91 ani, actor austriac (n. 1924)
- 21 iulie: Günter Fronius, 107 ani, antreprenor austriac și fondator al Fronius International GmbH, de etnie română (n. 1907)
- 25 iulie: Valeriu Pantazi (n. Valeriu Pantazie Constantinescu), 75 ani, poet, scriitor și pictor român (n. 1940)
- 27 iulie: Gheorghe Ciobanu, 50 ani, deputat român (n. 1964)
- 27 iulie: Aurel Vlădoiu, 67 ani, politician român (n. 1948)
- 27 iulie: Gheorghe Ciobanu, politician român (n. 1964)
- 28 iulie: Ion Furnică, 84 ani, dansator sovietic și moldovean (n. 1931)
- 31 iulie: Iulian Mincu, 88 ani, senator român (1992-1996), (n. 1927)
- 31 iulie: Roddy Piper (n. Roderick George Toombs), 61 ani, actor și wrestler canadian (n. 1954)